# Équipe de France de football en 1913
Chronologie
Saison précédente Saison suivante
L'équipe de France joue cinq matches en 1913 pour trois victoires et deux défaites. 
L'USFSA ayant fini par adhérer au CFI, tous les joueurs français peuvent enfin être sélectionnés.
Contre le Luxembourg, l'équipe de France de football réalise le plus fort écart réussi à domicile par une sélection française (record égalé en 1953 contre également le Luxembourg, en 1957 contre l'Islande et en 2014 contre la Jamaïque). Avec cinq buts, Maës réussit le premier quintuplé dans un match (égalé par Cisowski en 1956 contre la Belgique).

## Les matchs
| Date            | Stade                                           | Adversaire         | Score | Comp | Buteurs français                                                              |
| 12 janvier 1913 | Stade de Paris Saint-Ouen, France               | Italie             | V 1-0 | A    | Maës (35e)                                                                    |
| 16 février 1913 | Stade du Vivier d'Oie Bruxelles, Belgique       | Belgique           | D 0-3 | A    | -                                                                             |
| 27 février 1913 | Stade olympique Yves-du-Manoir Colombes, France | Angleterre amateur | D 1-4 | A    | Poullain (75e)                                                                |
| 9 mars 1913     | Stade des Charmilles Genève, Suisse             | Suisse             | V 4-1 | A    | Montagne (13e), Eloy (16e & 83e), Dubly (67e)                                 |
| 20 avril 1913   | Stade de Paris Saint-Ouen, France               | Luxembourg         | V 8-0 | A    | Maës (28e, 56e, 68e, 86e& 88e), Poullain (30e), F. Romano (78e), Ducret (83e) |

A : match amical.

## Les joueurs
| Joueurs                                                           |    |    |    |    |    |
| Gardiens de but                                                   |    |    |    |    |    |
| Pierre Chayriguès (Red Star Amical Club)                          | 90 | 90 | 90 |    | 90 |
| Louis Bournonville (Olympique lillois) (1reet dernière sélection) |    |    |    | 90 |    |
| Défenseurs                                                        |    |    |    |    |    |
| Gabriel Hanot (US Tourcoing)                                      | 90 | 90 |    |    | 90 |
| Lucien Letailleur (FEC Levallois) (1reet dernière sélection)      | 90 |    |    |    |    |
| Victor Sergent (Stade raphaëlois) (5eet dernière sélection)       |    | 90 |    |    |    |
| Fernand Massip (Red Star Amical Club) (1reet dernière sélection)  |    |    | 90 |    |    |
| Lucien Gamblin (Red Star Amical Club)                             |    |    | 90 |    | 90 |
| Jean Degouve (Olympique lillois) (1resélection)                   |    |    |    | 90 |    |
| Charles Dujardin (US Tourcoing) (1reet dernière sélection)        |    |    |    | 90 |    |
| Milieux                                                           |    |    |    |    |    |
| Jean Ducret (Etoile des Deux Lacs)                                | 90 | 90 | 90 | 90 | 90 |
| Gaston Barreau (FEC Levallois)                                    | 90 | 90 | 90 | 90 | 90 |
| Auguste Tousset (Etoile des Deux Lacs) (2det dernière sélection)  | 90 |    |    |    |    |
| Maurice Bigué (CA Paris)                                          |    | 90 | 90 |    |    |
| Charles Montagne (Olympique lillois) (1resélection)               |    |    |    | 90 | 90 |
| Attaquants                                                        |    |    |    |    |    |
| Eugène Maës (Red Star Amical Club) (dernières sélections)         | 90 | 90 |    |    | 90 |
| Henri Viallemonteil (CA Vitry) (dernières sélections)             | 90 | 90 |    |    |    |
| Abel Lafouge (Championnet Sports) (1reet dernière sélection)      | 90 |    |    |    |    |
| Rochet (CA Boulonnais) (1reet dernière sélection)                 | 90 |    |    |    |    |
| Louis Mesnier (CA Paris) (14eet dernière sélection)               | 90 |    |    |    |    |
| Raymond Dubly (Racing Club de Roubaix) (1resélection)             |    | 90 | 90 | 90 | 90 |
| Henri Lesur (US Tourcoing) (1resélection)                         |    | 90 | 90 | 90 |    |
| René Jacolliot (A.S. Française) (1reet dernière sélection)        |    | 90 |    |    |    |
| André Poullain (Club Sports Athlétiques) (uniques sélections)     |    |    | 90 | 90 | 90 |
| Henri Bard (Racing Club de France) (1resélection)                 |    |    | 90 |    |    |
| Ernest Guéguen (US Servannaise) (1reet dernière sélection)        |    |    | 90 |    |    |
| Albert Eloy (Olympique lillois) (1resélection)                    |    |    |    | 90 |    |
| Paul Chandelier (Olympique lillois) (1resélection)                |    |    |    | 90 |    |
| Paul Voyeux (Olympique lillois) (1reet dernière sélection)        |    |    |    |    | 90 |
| Félix Romano (Etoile des Deux Lacs) (1reet dernière sélection)    |    |    |    |    | 90 |